# Przez twe oczy zielone
Przez twe oczy zielone – singiel polskiego zespołu muzycznego Akcent, wydany cyfrowo 2 stycznia 2014 pod szyldem wytwórni Green Star i umieszczony na szesnastym albumie studyjnym zespołu pt. Przekorny los z 2016. Autorami piosenki są Marek i Marzanna Zrajkowscy.
Piosenka powstała na potrzeby Ogólnopolskiego Festiwalu Muzyki Tanecznej w Ostródzie, gdzie zespół odebrał za nią nagrodę publiczności w 2014, statuetkę za wygraną w plebiscycie na najlepszą piosenkę programu Disco Polo Live w 2016 i „Festiwalową Złotą Dwudziestkę” w 2017.
Do piosenki zrealizowano oficjalny teledysk, który miał premierę 13 listopada 2014 w serwisie YouTube. W 2015 został okrzyknięty „teledyskiem wszech czasów” na 20. Ogólnopolskim Festiwalu Muzyki Tanecznej w Ostródzie. W lipcu 2017 przekroczył próg 100 mln wyświetleń, stając się najczęściej oglądanym polskim wideoklipem na YouTube.
Piosenka stała się nieformalnym hymnem męskiej reprezentacji Polski na Euro 2016.

## Lista utworów
Digital download
1. „Przez twe oczy zielone” – 3:39

## Notowania na listach przebojów
| Lista (2016)    | Pozycja na liście |
| --------------- | ----------------- |
| Top – Dyskoteki | 22                |